# 灰とダイヤモンド (曲)
「灰とダイヤモンド」（はいとダイヤモンド）は、1985年8月8日に発売された沢田研二の44枚目のシングルである。

## 解説
- ザ・タイガースでデビューして以来所属していた渡辺プロダクションを独立し、東芝EMI（現・ユニバーサルミュージックLLC／Virgin Musicレーベル）に移籍しての第1弾となる作品。前作の「AMAPOLA」（1984年9月）から、約1年振りのシングル・リリースとなった。
- 同年にリリースされた唯一のシングルで、アルバム『架空のオペラ』先行シングル。
- 作詞・作曲者の「李花幻（りかげん）」は「いいかげん」をもじった沢田本人のペンネームであるとの説がまことしやかに囁かれている。これについて当時のプロデューサーであった大輪茂男はその説を否定したのの、曲自体は沢田が作ったものだと発言している[1][出典無効]。一説には同曲の詞があまりにも当時の沢田の真情をリアルに描いているため、あえて沢田本人のみならずファンにも作品から距離を置かせるために用いたという。
- これまでのバンドサウンドと異なり、ヴァイオリンを大きくフィーチャーしている。なおB面の「デビューは悪女として」にはホーンサウンドがフィーチャーされている。
- B面ではセールスにおける沢田の絶頂期を支えた作詞：阿久悠、作曲：大野克夫のコンビが久々に復活している。

## 収録曲
- 全編曲：大野克夫

1. 灰とダイヤモンド
  - 作詞・作曲：李花幻
2. デビューは悪女として
  - 作詞：阿久悠、作曲：大野克夫